# Autoroute D2 (Slovaquie)
L'autoroute slovaque D2 (en slovaque : Diaľnica D2) relie Kúty située à la frontière avec la République tchèque à Čunovo située elle à la frontière avec la Hongrie en passant par Bratislava. Elle a une longueur de 80 km.
En République tchèque, elle se poursuit jusqu'à Brno par l'autoroute tchèque D2. En Hongrie, elle se poursuit par l'autoroute M15.

## Tronçons
| Tronçons                                                                | Longueur | Date d'ouverture |
| ----------------------------------------------------------------------- | -------- | ---------------- |
| Frontière entre la République tchèque et la Slovaquie - Kúty            | 4,5 km   | Novembre 1980    |
| Kúty - Malacky                                                          | 27,2 km  | Juillet 1977     |
| Malacky - Bratislava, Lamač                                             | 29,3 km  | Novembre 1973    |
| Bratislava, Lamač - Bratislava, Staré grunty                            | 3,1 km   | 24 juin 2007     |
| Bratislava, Staré grunty - Bratislava, Viedenská cesta                  | 2,6 km   | 1990/1992        |
| Bratislava, Viedenská cesta - Bratislava, Jarovce                       | 4,9 km   | 2002             |
| Bratislava, Jarovce - Čunovo Frontière entre la Hongrie et la Slovaquie | 8,5 km   | 1998/2002        |

## Galerie

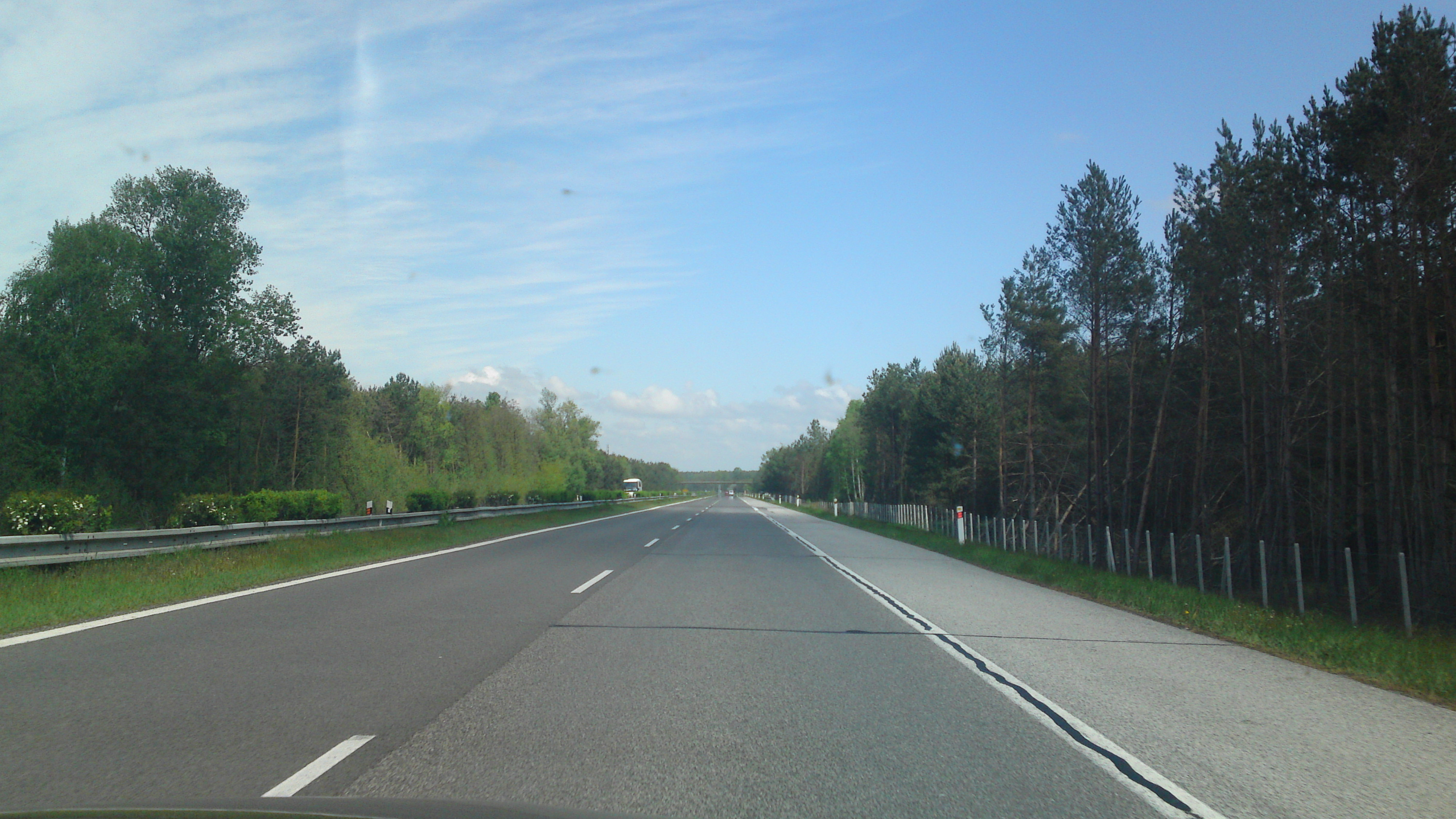
Autoroute D2 près de Malacky.
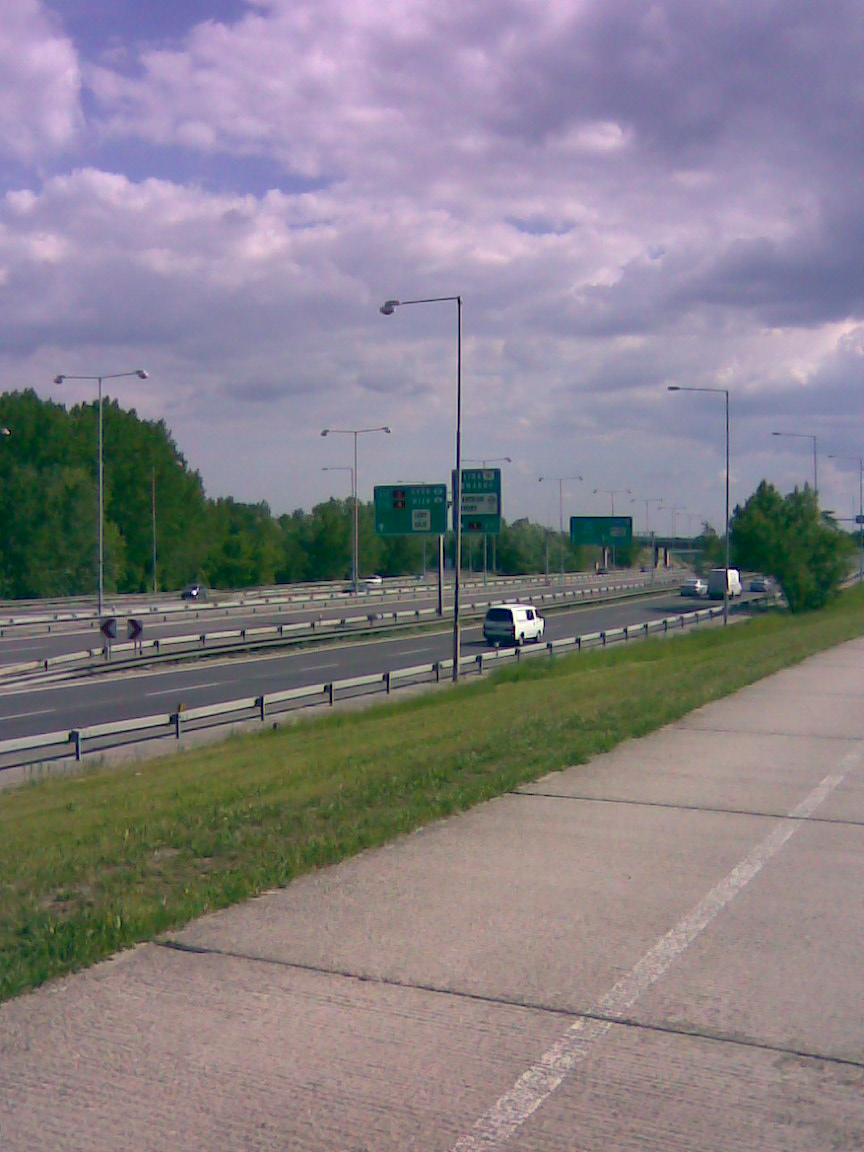
Autoroute D2 à Bratislava (vers la Hongrie).
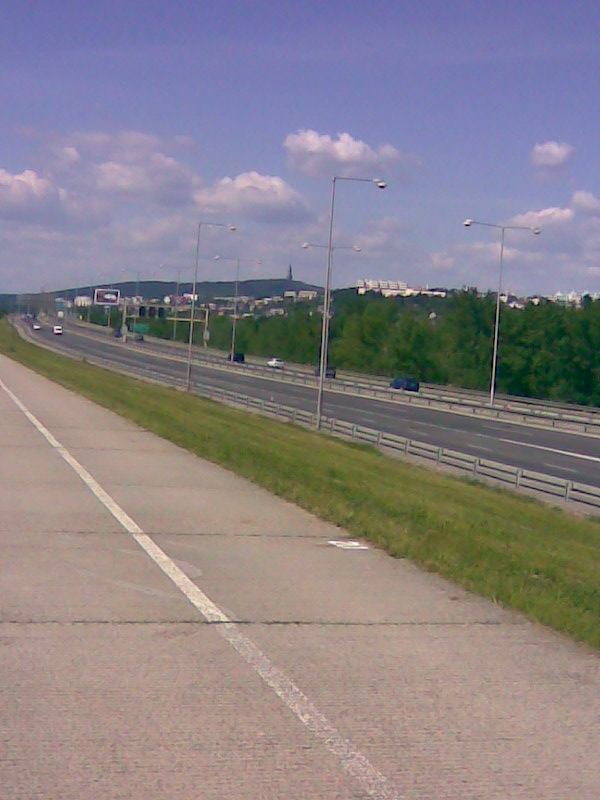
Autoroute D2 à Bratislava (vers la Rép. tchèque).
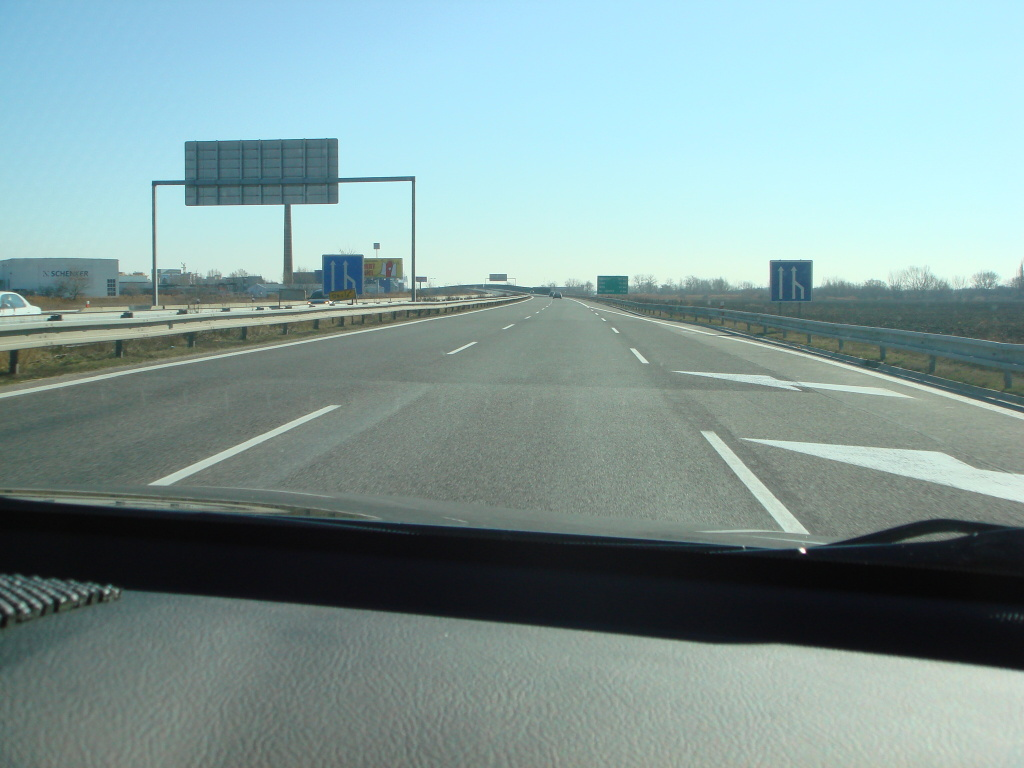
Autoroute D2 près de Petržalka.